# Globočdol
Globočdol – wieś w Słowenii, w gminie Mirna Peč. W 2018 roku liczyła 42 mieszkańców.